# Kamalasai (huyện)
Kamalasai (tiếng Thái: กมลาไสย) là một huyện (‘‘amphoe’’) ở phía nam của tỉnh Kalasin, đông bắc Thái Lan.

## Địa lý
Các huyện giáp ranh là (từ phía tây theo chiều kim đồng hồ) Khong Chai, Mueang Kalasin, Don Chan của tỉnh Kalasin, Pho Chai của tỉnh Roi Et, Rong Kham của tỉnh Kalasin và Changhan của tỉnh Roi Et.

## Hành chính
Huyện này được chia thành 8 phó huyện (tambon), các đơn vị này lại được chia thành 111 làng (muban). Có 3 thị trấn (thesaban tambon) - Kamalasai nằm trên một phần của tambon Kamalasai and Lak Mueang; Thanya nằm trên một phần của tambon Thanya; và Nong Paen, toàn bộ  ‘‘tambon’’  Nong Paen. Ngoài ra có 7 tổ chức hành chính tambon (TAO).
| Số TT | Tên         | Tên tiếng Thái | Số làng | Dân số |  |
| ----- | ----------- | -------------- | ------- | ------ |  |
| 1.    | Kamalasai   | กมลาไสย        | 18      | 11.105 |  |
| 2.    | Lak Mueang  | หลักเมือง        | 14      | 10.048 |  |
| 3.    | Phon Ngam   | โพนงาม         | 13      | 7.914  |  |
| 4.    | Dong Ling   | ดงลิง           | 17      | 10.443 |  |
| 5.    | Thanya      | ธัญญา           | 15      | 9.522  |  |
| 8.    | Nong Paen   | หนองแปน        | 9       | 6.885  |  |
| 10.   | Chao Tha    | เจ้าท่า          | 16      | 8.329  |  |
| 11.   | Khok Sombun | โคกสมบูรณ์       | 9       | 5.289  |  |

Các con số mất là các tambon nay thuộc huyện Khong Chai.